# Scott County (Missouri)
Scott County is een county in de Amerikaanse staat Missouri.
De county heeft een landoppervlakte van 1.090 km² en telt 40.422 inwoners (volkstelling 2000). De hoofdplaats is Benton.